# Placebo: B-Sides
Placebo: B-Sides è una raccolta del gruppo musicale Placebo, pubblicata dalla Elevator Lady il 31 luglio 2015.
Contiene B sides e versioni alternative già precedentemente pubblicate nei singoli estratti dal loro primo album Placebo.

## Tracce
1. Drowning by Numbers – 2:58
2. Oxygen Thief – 3:37
3. Dark Globe (originariamente interpretata da Syd Barrett) – 2:14
4. Hare Krishna – 4:28
5. Been Smoking too Long – 2:18
6. Hug Bubble – 3:03
7. Teenage Angst (Amsterdam VPRO Session) – 2:46
8. Flesh Mechanic (Demo) – 4:29
9. Slackerbitch – 3:25
10. Bigmouth Strikes Again – 3:54
11. Hug Bubble (Brad Wood Mix) – 6:18
12. Nancy Boy (Sex Mix) – 3:32
13. Eyesight to the Blind – 2:59
14. Swallow (Designer & U-Sheen Mix) – 5:59
15. Miss Moneypenny – 2:50
16. Then the Clouds Will Open for Me – 4:21
17. Bruise Pristine (One Inch Punch Mix) – 4:38
18. Waiting for the Son of Man – 4:10

## Formazione
- Brian Molko – voce, chitarra elettrica e acustica, basso, sintetizzatore
- Stefan Olsdal – basso, chitarra elettrica e acustica, pianoforte, tastiera, sintetizzatore
- Robert Schultzberg – batteria, percussioni